# Élections générales albertaines de 2012
Les élections générales albertaines de 2012, les 28e de cette province, ont lieu le 23 avril 2012 afin d'élire les députés de l'Assemblée législative de l'Alberta. Des élections pour des nominations du sénat (en) ont eu lieu la même journée.
Pendant la course à la chefferie du Parti progressiste-conservateur, Alison Redford s'était engagée à faire voter une loi imposant les élections à date fixe. Après sa victoire et son entrée en fonction, son gouvernement tient cet engagement et une loi fixant les élections tous les quatre ans entre mars et mai est votée 6 décembre 2011. Toutefois, cette date fixe n'empêche pas le lieutenant-gouverneur de dissoudre l'Assemblée avant cette période.
Bien que le Parti Wildrose soit en tête des sondages d'opinion pendant la majeure partie de la campagne, le Parti progressiste-conservateur défie toutes les prévisions et remporte 61 sièges, permettant la tenue du 12e gouvernement majoritaire consécutif. La victoire fait d'Alison Redford la troisième femme premier ministre provincial au Canada.

## Contexte
La 27e législative de l'Alberta connaît plusieurs rebondissements. Le Parti progressiste-conservateur de l'Alberta connaît notamment une crise de leadership à cause de la démission du premier ministre Ed Stelmach et de six députés. Alison Redford est élue chef du parti en octobre 2011 et devient première ministre dans la foulée. Il s'agit de la première femme à accéder à cette fonction.
L'opposition officielle est incarnée par le Parti libéral de l'Alberta, dirigé par l'ancien ministre de la Santé progressiste-conservateur Raj Sherman, qui en a pris les rênes en 2011.
Durant la législature, le Parti Wildrose remporte quatre sièges et Danielle Smith est élue chef du parti en 2009. Le parti aborde l'élection largement portée par les sondages, et sont même en tête durant plusieurs mois.
La législature qui vient de s'achever est aussi la première ou le Parti de l'Alberta possède un siège à l'assemblée.

## Résultats
| Parti | Parti                     | Chef                | # de candidats | Sièges | Sièges      | Sièges | Sièges  | Voix      | Voix      | Voix     |
| Parti | Parti                     | Chef                | # de candidats | 2008   | Dissolution | Élus   | % Diff. | #         | %         | % Diff.  |
| ----- | ------------------------- | ------------------- | -------------- | ------ | ----------- | ------ | ------- | --------- | --------- | -------- |
|       | Progressiste-conservateur | Alison Redford      | 87             | 72     | 66          | 61     | -7,85 % | 567 060   | 43,95 %   | -8,77 %  |
|       | Wildrose                  | Danielle Smith      | 87             | -      | 4           | 17     | +325 %  | 442 429   | 34,29 %   | +27,51 % |
|       | Libéral                   | Raj Sherman (en)    | 87             | 9      | 8           | 5      | -37,5 % | 127 645   | 9,89 %    | -16,54 % |
|       | NPD                       | Brian Mason         | 87             | 2      | 2           | 4      | +100 %  | 126 752   | 9,82 %    | +1,34 %  |
|       | Parti de l'Alberta        | Glenn Taylor        | 38             | -      | 1           | -      | -100 %  | 17 172    | 1,33 %    | +1,33 %  |
|       | Evergreen (en)            | Larry Ashmore (en)  | 25             | -1     | -           | -      | -       | 5 082     | 0,394 %   | -4,16 %1 |
|       | Indépendant               | Indépendant         | 12             | -      | 1           | -      | -100 %  | 3 511     | 0,272 %   | -0,53 %  |
|       | Crédit social             | Len Skowronski (en) | 3              | -      | -           | -      | -       | 294       | 0,0228 %  | -0,19 %  |
|       | Communiste                | Naomi Rankin        | 2              | -      | -           | -      | -       | 210       | 0,0163 %  | +0,01 %  |
|       | Séparation (en)           | Bart Hampton        | 1              | -      | -           | -      | -       | 68        | 0,00527 % | 0,00 %   |
|       | Vacant                    | Vacant              | Vacant         | Vacant | 1           |        |         |           |           |          |
| Total | Total                     | Total               | 429            | 83     | 83          | 87     | +4,8 %  | 1 290 223 | 100,00 %  |          |

1 Le changement des résultats est comparé au Parti vert en 2008.

## Sondages
| Intentions de votes pendant la 27e législature de l'Alberta (en) |
|                                                                  |
| - Progressiste-conservateurs - Wildrose - Libéral - NPD          |

| Dernier jour du sondage | P.-C.                                          | Wildrose                                       | Libéral                                        | NPD                                            | Autres                                         | Sondeur                                        | Échantillon                                    | ME                                             | Source                                         |                                                |
| ----------------------- | ---------------------------------------------- | ---------------------------------------------- | ---------------------------------------------- | ---------------------------------------------- | ---------------------------------------------- | ---------------------------------------------- | ---------------------------------------------- | ---------------------------------------------- | ---------------------------------------------- | ---------------------------------------------- |
|                         |                                                |                                                |                                                |                                                |                                                |                                                |                                                |                                                |                                                |                                                |
| 22 avril 2012           | 36                                             | 38                                             | 12                                             | 10                                             | 5                                              | Forum                                          | 1 493                                          | ± 3,1                                          | PDF                                            |                                                |
| 21 avril 2012           | 32                                             | 41                                             | 10                                             | 13                                             | 4                                              | Forum                                          | 1 950                                          | ± 3,1                                          | PDF                                            |                                                |
| 21 avril 2012           | 32                                             | 41                                             | 13                                             | 11                                             | 2                                              | Angus Reid                                     | 800                                            | ± 3,5                                          | PDF                                            |                                                |
| 19 avril 2012           | 31                                             | 40                                             | 12                                             | 13                                             | 3                                              | Abacus                                         | 1 076                                          | ± 3,0                                          | PDF                                            |                                                |
| 16 avril 2012           | 36                                             | 42                                             | 9                                              | 10                                             | 3                                              | Léger                                          | 1 200                                          | ± 2,8                                          | PDF                                            |                                                |
| 16 avril 2012           | 33                                             | 40                                             | 10                                             | 12                                             | 4                                              | Forum                                          | 1 639                                          | NC                                             | PDF                                            |                                                |
| 9 avril 2012            | 31                                             | 43                                             | 10                                             | 11                                             | 4                                              | Forum                                          | 1 781                                          | NC                                             | PDF                                            |                                                |
| 8 avril 2012            | 34                                             | 36                                             | 13                                             | 13                                             | 4                                              | Léger                                          | 902                                            | ± 3,3                                          | PDF                                            |                                                |
| 3 avril 2012            | 29                                             | 43                                             | 13                                             | 10                                             | 6                                              | Forum                                          | 1 689                                          | NC                                             | PDF                                            |                                                |
| 26 mars 2012            | 31                                             | 41                                             | 12                                             | 11                                             | 5                                              | Forum                                          | 1 069                                          | NC                                             | PDF                                            |                                                |
| 26 mars 2012            | Déclenchement officiel des élections générales | Déclenchement officiel des élections générales | Déclenchement officiel des élections générales | Déclenchement officiel des élections générales | Déclenchement officiel des élections générales | Déclenchement officiel des élections générales | Déclenchement officiel des élections générales | Déclenchement officiel des élections générales | Déclenchement officiel des élections générales | Déclenchement officiel des élections générales |
| 10 février 2012         | 37                                             | 30                                             | 14                                             | 13                                             | 6                                              | Forum                                          | 1 689                                          | NC                                             | PDF                                            |                                                |
| 18 janvier 2012         | 53                                             | 16                                             | 11                                             | 13                                             | 8                                              | Léger                                          | 900                                            | ± 3,2                                          | PDF                                            |                                                |
| 17 janvier 2012         | 38                                             | 29                                             | 14                                             | 13                                             | 7                                              | Forum                                          | 1 000                                          | NC                                             | PDF                                            |                                                |
| 15 décembre 2011        | 38                                             | 23                                             | 12                                             | 13                                             | 15                                             | Forum                                          | 1 689                                          | NC                                             | PDF                                            |                                                |
| 18 octobre 2011         | 44                                             | 22                                             | 16                                             | 13                                             | 5                                              | Angus Reid                                     | 802                                            | ± 3,5                                          | PDF                                            |                                                |
| 2 octobre 2011          | 48                                             | 16                                             | 13                                             | 16                                             | 3                                              | Lethbridge (en)                                | 1 237                                          | ± 2,8                                          | PDF                                            |                                                |
| 1er octobre 2011        | Alison Redford devient première ministre       | Alison Redford devient première ministre       | Alison Redford devient première ministre       | Alison Redford devient première ministre       | Alison Redford devient première ministre       | Alison Redford devient première ministre       | Alison Redford devient première ministre       | Alison Redford devient première ministre       | Alison Redford devient première ministre       | Alison Redford devient première ministre       |
| 2 décembre 2010         | 34                                             | 32                                             | 19                                             | 13                                             | 2                                              | Environics                                     | 1 011                                          | ± 3,1                                          | HTML                                           |                                                |
| 29 novembre 2009        | 25                                             | 39                                             | 25                                             | 9                                              | 2                                              | Angus Reid                                     | 1 000                                          | ± 3,1                                          | PDF                                            |                                                |

## Changements parmi les députés

### Députés sortants ne se représentant pas
Les députés suivants ont annoncé ne pas vouloir présenter leur candidature. Les colonnes ci-dessous indiquent les députés qui siégeaient à l'Assemblée législative au moment du déclenchement des élections.
| Parti de l'Alberta - Dave Taylor, Calgary-Currie Indépendant - Lloyd Snelgrove, Vermilion-Lloydminster Libéral - Harry Chase, Calgary-Varsity - Hugh MacDonald, Edmonton-Gold Bar - Kevin Taft, Edmonton-Riverview | Progressiste-conservateur - Cindy Ady, Calgary-Shaw - Ken Allred, St. Albert - Lindsay Blackett, Calgary-Nord-Ouest - Doug Elniski, Edmonton-Calder - Iris Evans, Parc-Sherwood - George Groeneveld, Highwood - Broyce Jacobs, Cardston-Taber-Warner - Arthur Johnston, Calgary-Hays - Mel Knight, Grande Prairie-Smoky - Ken Kowalski, Barrhead-Morinville-Westlock - Ron Liepert, Calgary-Ouest - Fred Lindsay, Stony Plain - Richard Marz, Olds-Didsbury-Three Hills - Barry McFarland, Little Bow - Ray Prins, Lacombe-Ponoka - Rob Renner, Medicine Hat - Ed Stelmach, Fort Saskatchewan-Vegreville - Janis Tarchuk, Banff-Cochrane |

### Députés défaits
Les colonnes ci-dessous indiquent les députés qui se représentaient lors de l'élection, mais qui n'ont pas été réélus.
| Progressiste-conservateur - Carl Benito, Edmonton-Mill Woods - Evan Berger, Livingstone-Macleod - Ray Danyluk, Lac La Biche-Saint-Paul-Two Hills - Arno Doerksen, Strathmore-Brooks - Jack Hayden, Drumheller-Stettler - Ty Lund, Rocky Mountain House - Len Mitzel, Cypress-Medicine Hat - Ted Morton, Foothills-Rocky View - Luke Ouellette, Innisfail-Sylvan Lake - Tony Vandermeer, Edmonton-Beverly-Clareview | Parti Wildrose - Guy Boutilier, Fort McMurray-Wood Buffalo - Paul Hinman, Calgary-Glenmore |

### Nouveaux députés
Les colonnes ci-dessous indiquent les nouveaux députés qui font leur entrée à l'Assemblée législative à la suite de l'élection.
| NPD - Deron Bilous, Edmonton-Beverly-Clareview - David Eggen, Edmonton-Calder Progressiste-conservateur - Mike Allen, Fort McMurray-Wood Buffalo - Ron Casey, Banff-Cochrane - Christine Cusanelli, Calgary-Currie - David Dorward, Edmonton-Gold Bar - Jacquie Fenske, Fort Saskatchewan-Vegreville - Rick Fraser, Calgary-Sud-Est - Ken Hughes, Calgary-Ouest - Sandra Jansen, Calgary-Nord-Ouest - Matt Jeneroux, Edmonton-Sud-Ouest - Linda Johnson, Calgary-Glenmore - Donna Kennedy-Glans, Calgary-Varsity - Stephen Khan, St. Albert - Maureen Kubinec, Barrhead-Morinville-Westlock - Ken Lemke, Stony Plain - Jason Luan, Calgary-Hawkwood - Everett McDonald, Grande Prairie-Smoky - Ric McIver, Calgary-Hays - Cathy Olesen, Parc-Sherwood - Sohail Quadri, Edmonton-Mill Woods - Don Scott, Fort McMurray-Conklin - Richard Starke, Vermilion-Lloydminster - Steve Young, Edmonton-Riverview | Parti Wildrose - Joe Anglin, Rimbey-Rocky Mountain House-Sundre - Drew Barnes, Cypress-Medicine Hat - Gary Bikman, Cardston-Taber-Warner - Ian Donovan, Little Bow - Rod Fox, Lacombe-Ponoka - Jason Hale, Strathmore-Brooks - Bruce McAllister, Chestermere-Rocky View - Blake Pedersen, Medicine Hat - Bruce Rowe, Olds-Didsbury-Three Hills - Shayne Saskiw, Lac La Biche-Saint-Paul-Two Hills - Danielle Smith, Highwood - Pat Stier, Livingstone-Macleod - Rick Strankman, Drumheller-Stettler - Kerry Towle, Innisfail-Sylvan Lake - Jeff Wilson, Calgary-Shaw |

### Députés réélus
| Libéral - Laurie Blakeman, Edmonton-Centre - Kent Hehr, Calgary-Buffalo - Darshan Kang, Calgary-McCall - Raj Sherman, Edmonton-Meadowlark - David Swann, Calgary-Mountain View NPD - Brian Mason, Edmonton-Highlands-Norwood - Rachel Notley, Edmonton-Strathcona | Progressiste-conservateur - Moe Amery, Calgary-Est - Naresh Bhardwaj, Edmonton-Ellerslie - Manmeet Bhullar, Calgary-Greenway - Neil Brown, Calgary-Mackay-Nose Hill - Pearl Calahasen, Lesser Slave Lake - Robin Campbell, Yellowhead-Ouest - Wayne Cao, Calgary-Fort - Cal Dallas, Red Deer-South - Alana DeLong, Calgary-Bow - Jonathan Denis, Calgary-Acadia - Wayne Drysdale, Grande Prairie-Wapiti - Kyle Fawcett, Calgary-Klein - Yvonne Fritz, Calgary-Cross - Doug Griffiths, Battle River-Wainwright - Hector Goudreau, Dunvegan-Central Peace-Notley - Dave Hancock, Edmonton-Whitemud - Fred Horne, Edmonton-Rutherford - Doug Horner, Spruce Grove-Saint-Albert - Mary Anne Jablonski, Red Deer-Nord - Jeff Johnson, Athabasca-Sturgeon-Redwater - Heather Klimchuk, Edmonton-Glenora - Genia Leskiw, Bonnyville-Cold Lake - Thomas Lukaszuk, Edmonton-Castle Downs - Diana McQueen, Drayton Valley-Devon - Frank Oberle, Rivière-la-Paix - Verlyn Olson, Wetaskiwin-Camrose - Bridget Pastoor, Lethbridge-Est - Dave Quest, Strathcona-Sherwood Park - Alison Redford, Calgary-Elbow - Dave Rodney, Calgary-Lougheed - George Rogers, Leduc-Beaumont - Janice Sarich, Edmonton-Decore - Peter Sandhu, Edmonton-Manning - George VanderBurg, Whitecourt-Ste. Anne - Greg Weadick, Lethbridge-Ouest - Len Webber, Calgary-Foothills - Teresa Woo-Paw, Calgary-Northern Hills - David Xiao, Edmonton-McClung - Gene Zwozdesky, Edmonton-Mill Creek Parti Wildrose - Rob Anderson, Airdrie - Heather Forsyth, Calgary-Fish Creek |

### Source
- (en) Cet article est partiellement ou en totalité issu de l’article de Wikipédia en anglais intitulé « Alberta general election, 2012 » (voir la liste des auteurs).